# 中毛
中毛（ちゅうもう）は、群馬県の地域区分の一つで、群馬県中南部一帯を指す。一般的には、東毛、中毛、西毛、北毛の4区分の一つ。中毛は前橋市や伊勢崎市を中心に構成されている。

## 地理

### 構成自治体
県の地域区分のうち、「感染症発生動向調査」などでは前橋市、伊勢崎市、佐波郡の玉村町としている。一方、「群馬県文化財保存活用大綱」などでは、前橋市、伊勢崎市、渋川市、玉村町のほか、渋川市、北群馬郡の榛東村及び吉岡町の計3市2町1村としている。
かつては、勢多郡東部の新里村・黒保根村・東村を中毛に含む解釈もあったが、現在では東毛に含まれる。

### 地形的特徴
関東平野の北西端、赤城山南麓に位置する。地域内には利根川、広瀬川、粕川、荒砥川、桃ノ木川、赤城白川などが流れる。

## 交通

### 鉄道
東日本旅客鉄道（JR東日本）の両毛線と上越線が、前橋市と伊勢崎市・渋川市を結んでいる。
上毛電気鉄道の上毛線が前橋市から桐生市方面に通じ、東武鉄道の伊勢崎線が伊勢崎市から太田市方面に通じている。
過去には、1954年まで東武伊香保軌道線が前橋市に通じていた。

### 主な幹線道路
主な幹線道路として、高崎市など西毛方面や沼田市など北毛方面に至る国道17号、桐生市など東毛方面に至る国道50号がある。
そのほか、国道353号、国道354号、国道462号が通じている。